# عزلة بني غشيم (ذمار)
عزلة بني غشيم هي إحدى عزل مديرية وصاب السافل في محافظة ذمار اليمنية ويبلغ تعداد سكانها 4301 نسمة حسب التعداد السكاني في اليمن لعام 2004.